# Danse latine
Cet article court présente un sujet plus développé dans : Danse de salon.

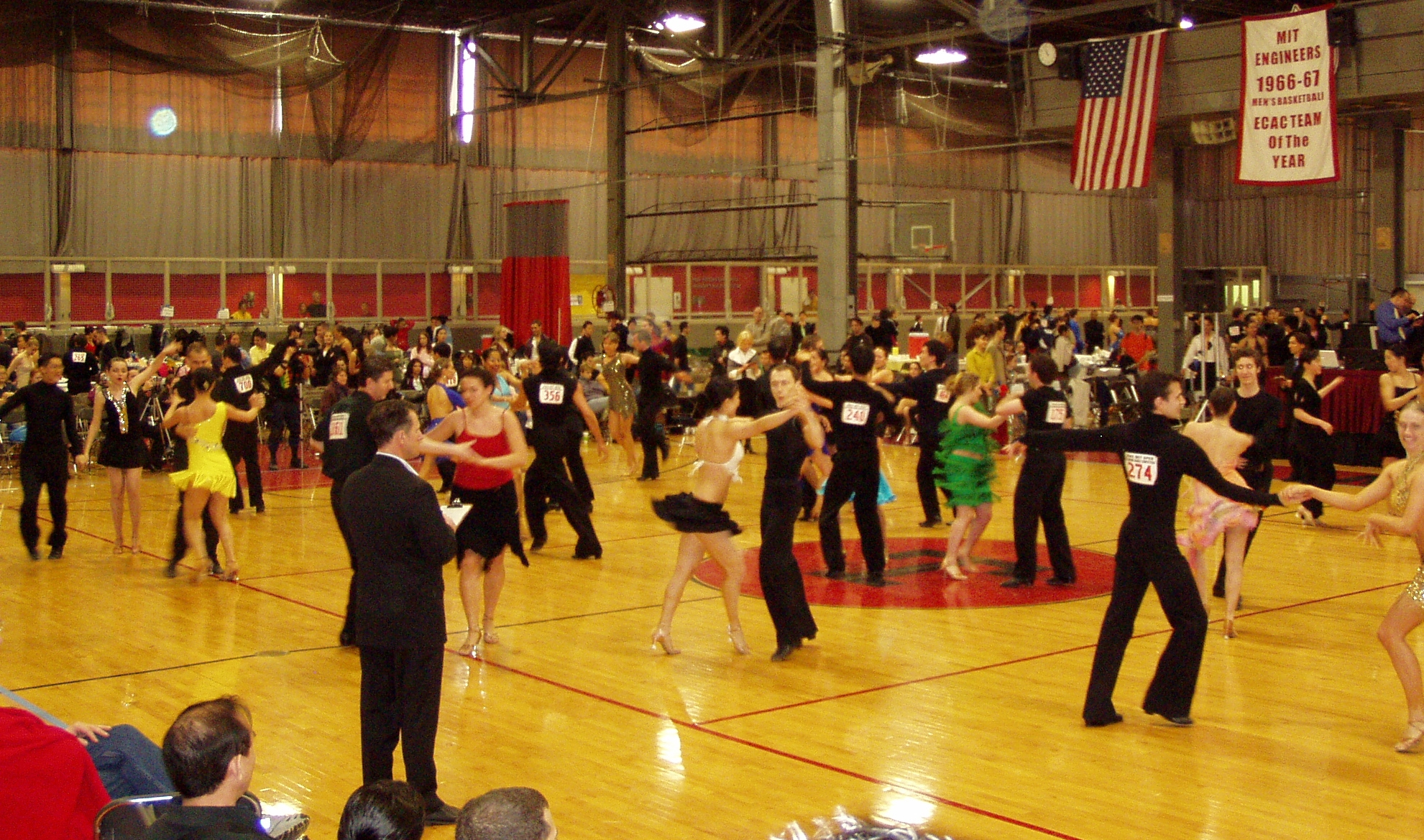
Épreuve de danse latine de niveau intermédiaire de style international lors d'un concours de danse en 2006.

La danse latine est le nom générique et un terme dans le jargon des compétitions de danse en couple. Il fait référence à des types de danses de salon et de danses traditionnelles principalement originaires d'Amérique latine.
La catégorie des danses latines dans les compétitions internationales de danse sportive comprend le cha-cha-cha, la rumba, la samba, le paso doble, ainsi que le jive.